# セルゲイ・ヴァヴィロフ
セルゲイ・イヴァノヴィチ・ヴァヴィロフ (ロシア語: Серге́й Ива́нович Вави́лов, ラテン文字転写: Sergei Ivanovich Vavilov, 1891年3月24日 - 1951年1月25日) は、ソビエト連邦の物理学者。1934–1951年、レベデフ物理学研究所の所長。ソ連科学アカデミーの総裁を1945年7月からその死まで務めた。兄のニコライ・ヴァヴィロフは植物学者。